# Parecnomina spinosissima
Parecnomina spinosissima är en nattsländeart som beskrevs av Jacquemart och Statzner 1981. Parecnomina spinosissima ingår i släktet Parecnomina och familjen trattnattsländor. Inga underarter finns listade i Catalogue of Life.